# Молодов, Сергей Георгиевич
Серге́й Гео́ргиевич Мо́лодов (15 апреля 1965, Кутаиси, Грузинская ССР — 29 февраля 2000, высота 776, Чечня, Россия) — десантник, гвардии майор, Герой Российской Федерации.

## Биография
Родился в семье военнослужащего. Вместе с родителями переехал в Челябинск, откуда в 1983 году был призван в армию. Проходил срочную службу в частях ВДВ в группе Советских войск в Германии.
После демобилизации поступил и окончил Рязанское высшее воздушно-десантное командное училище имени Ленинского комсомола.
Службу проходил в Туркменистане, принимал участие в миротворческих операциях в Баку, Оше, Узгене, Нагорном Карабахе. Во время Первой чеченской войны принимал участие в боевых действиях.
В 1998 году принимал участие в контртеррористической операции в Буйнакске.
В 20-х числах февраля 2000 года принял под своё командование 6-ю роту 104-го гвардейского Краснознамённого парашютно-десантного полка 76-й гвардейской Черниговской Краснознамённой воздушно-десантной дивизии.

### Смертный бой
28 февраля 2000 года, во время второй чеченской войны, роте Молодова был отдан приказ занять высоту Исты-Корд. Поскольку Сергей Молодов даже не успел ознакомиться с личным составом, то вместе с ротой выступил и командир батальона Марк Евтюхин. 29 февраля, заняв высоту 776, Молодов выслал вперёд разведгруппу, которая вскоре вступила в бой и отступила к высоте. Молодов руководил обороной неукреплённых позиций ещё не полной роты (при подъёме на высоту рота сильно растянулась).
В наградном листе записано: «в ходе боя с превосходящим по численности противником майор Молодов умело управлял ротой, при этом проявил мужество и героизм, личным примером воодушевлял подчиненных. Был ранен, но продолжал руководить боем».
Днём 29 февраля при выносе с поля боя раненого Сергей Молодов получил смертельное ранение. Руководство боем принял Марк Евтюхин.
Похоронен на Краснопольском кладбище Сосновского района Челябинской области.

## Награды
- Герой Российской Федерации — звание присвоено указом Президента Российской Федерации от 12 марта 2000 года № 484 за мужество и отвагу (посмертно).
- Орден Мужества,
- Медаль «За отвагу»,
- Именное оружие.

## Память
В Челябинске на школе, где учился Молодов, а также на доме, где он жил, установлены мемориальные доски. Именем Героя названа одна из улиц города.
В Волгодонске установлен памятник Молодову.
Майор Молодов навечно зачислен в списки 76-й воздушно-десантной дивизии.